# Gröningen
Gröningen település Németországban, azon belül Szász-Anhalt tartományban. Lakosainak száma 3525 fő (2023. december 31.). Gröningen Kroppenstedt és Oschersleben községekkel határos.

## Népesség
A település népességének változása:
| Lakosok száma | 3598 | 3603 | 3548 | 3573 | 3525 |
|               | 2017 | 2019 | 2021 | 2022 | 2023 |

## Híres emberek
- Itt született Braunschweigi Krisztián (1599 – 1626) német zsoldosparancsnok és pap, Dániai Erzsébet braunschweg–wolfenbütteli hercegné és Henrik Gyula braunschweig–lüneburgi herceg fia.
- Itt született Johann August Just (1750 – Hága, 1791) német hegedűművész, zeneszerző és zongorista.